# 纳塔尔沙群海葵
纳塔尔沙群海葵（学名：Palythoa natalensis）为鞘群海葵科沙群海葵属的动物。分布于南非、印度尼西亚以及南海西沙群岛等。